# Rogi (Lubusz)
Pour les articles homonymes, voir Rogi.
Rogi (prononciation : [ˈrɔɡi]) est un village polonais de la gmina de Lubniewice dans le powiat de Sulęcin de la voïvodie de Lubusz dans l'ouest de la Pologne.
Il se situe à environ 8 kilomètres au nord-ouest de Lubniewice (siège de la gmina), 14 kilomètres au nord de Sulęcin (siège du powiat), 20 kilomètres au sud de Gorzów Wielkopolski (capitale de la voïvodie).
Le village compte approximativement une population de 70 habitants.

## Histoire
Après la Seconde Guerre mondiale, avec la mise en œuvre de la ligne Oder-Neisse, le village est intégré à la République populaire de Pologne. La population d'origine allemande est expulsée et remplacée par des polonais.
De 1975 à 1998, le village appartenait administrativement à la voïvodie de Gorzów.

Depuis 1999, il appartient administrativement à la voïvodie de Lubusz